# Elezioni parlamentari in Catalogna del 2006
Le elezioni parlamentari in Catalogna del 2006 si tennero il 1º novembre per il rinnovo del Parlamento.

## Risultati
| Liste                                                              | Voti      | %     | Seggi |
| ------------------------------------------------------------------ | --------- | ----- | ----- |
| Convergenza e Unione (CDC - UDC)                                   | 935 756   | 31,52 | 48    |
| Partito dei Socialisti di Catalogna - Cittadini per il Cambiamento | 796 173   | 26,82 | 37    |
| Sinistra Repubblicana di Catalogna                                 | 416 355   | 14,03 | 21    |
| Partito Popolare                                                   | 316 222   | 10,65 | 14    |
| Iniziativa per la Catalogna Verdi - Sinistra Unita e Alternativa   | 282 693   | 9,52  | 12    |
| Ciudadanos                                                         | 89 840    | 3,03  | 3     |
| I Verdi - Ecologisti e Verdi di Catalogna                          | 17 900    | 0,60  | –     |
| Partito Antitaurino Contro il Maltrattamento degli Animali         | 13 730    | 0,46  | –     |
| Escons Insubmisos                                                  | 6 922     | 0,23  | –     |
| Partito Repubblicano Catalano                                      | 6 024     | 0,20  | –     |
| Partito Operaio Socialista Internazionalista                       | 5 632     | 0,19  | –     |
| Partito Comunista del Popolo di Catalogna                          | 4 798     | 0,16  | –     |
| I Verdi - Alternativa Verde                                        | 3 228     | 0,11  | –     |
| Partito Famiglia e Vita                                            | 2 776     | 0,09  | –     |
| Plataforma Adelante Cataluña (AES - DN)                            | 2 735     | 0,09  | –     |
| Partito Umanista                                                   | 2 608     | 0,09  | –     |
| Movimento Sociale Repubblicano                                     | 1 096     | 0,04  | –     |
| Carmel - Partido Azul                                              | 1 039     | 0,04  | –     |
| Per un Mondo più Giusto                                            | 945       | 0,03  | –     |
| Catalunya Decideix                                                 | 668       | 0,02  | –     |
| Ciudadanos en Blanco                                               | 626       | 0,02  | –     |
| Sinistra Repubblicana - Partito Repubblicano di Sinistra           | 524       | 0,02  | –     |
| Voti in bianco                                                     | 60 244    | 2,03  | –     |
| Totale                                                             | 2 968 534 | 100   | 135   |